# Lac Otjikoto
Le lac Otjikoto (nom en anglais Lake Otjikoto) est un lac namibien situé à proximité du parc national d'Etosha dans la région d'Oshikoto, à laquelle il a donné son nom : en langue héréro Otjikoto signifie « trou profond ». C'est le plus petit des deux lacs karstiques de la zone.

## Géographie et géologie

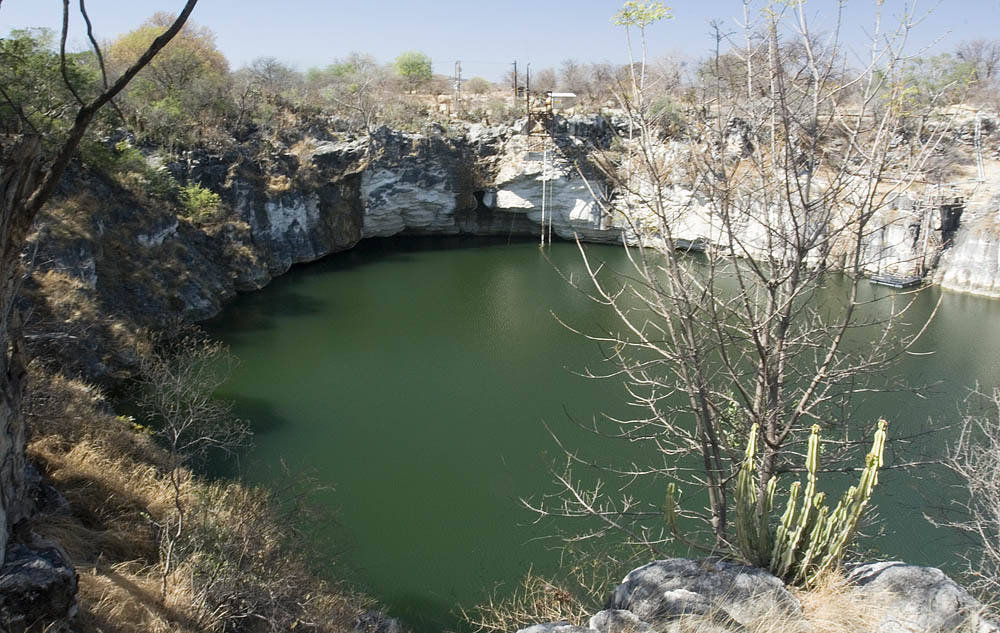
Lac Otjikoto le 13 octobre 2006

Le lac Otjikoto est situé à 1 250 mètres d'altitude sur le plateau de Waterberg, à 20 km au nord-ouest de la ville de Tsumeb. C'est un lac circulaire, de 102 mètres de diamètre avec des parois abruptes d'environ 20 m de hauteur, qui est le résultat de l'effondrement du toit rocheux de la doline, sous l'effet de la pression de l'eau du réseau aquifère de la région et du processus de karstification des roches calcaires. D'une profondeur moyenne de 45 mètres (environ 7 mètres en son centre), la profondeur maximale du lac Otjikoto, mesurée sur l'un des bords, est à ce jour de −58 mètres, sans que son fond soit connu.
Le lac est potentiellement connecté au lac Guinas, distant d'environ 30 km au sud-ouest, sans que cela soit actuellement démontré.

## Histoire
Connu de longue date par les populations Sans – qui le dénommaient Gaisis, signifiant « laid » – et Héréros – qui lui ont donné son nom de Otjikoto ou « trou profond » –, la première description du lac faite par un Européen date de 1851, lorsque Francis Galton et Charles John Andersson, à la recherche du lac Ngami, découvrirent ce dernier.
Durant la Première Guerre mondiale, les troupes coloniales allemandes jetèrent dans le lac, le 9 juillet 1915, leurs armements (canons, fusils, munitions) avant de se rendre aux troupes britanniques et sud-africaines. Une grande partie fut récupérée en 1984 et exposée depuis au musée de Tsumeb, mais il reste toujours deux canons dans ses eaux, que les plongeurs peuvent approcher sur autorisation.

## Faune et flore
Le lac possède, depuis quelques années, une population de poissons cichlidés, Tilapia guinasana, endémique du lac Guinas voisin, puis introduite volontairement par l'UICN – en raison du danger critique d'extinction auquel fait face cette espèce – ainsi que dans quelques retenues d'eau de fermes voisines. En 1980, une population commune de cichlidés, Oreochromis mossambicus, a été introduite illégalement dans le lac et a pris rapidement l'ascendant sur la précédente espèce qui subsisterait désormais difficilement.
Les parois calcaires du lac forment des abris pour des rapaces nocturnes et des colonies de chauve-souris.